# 威爾比山
69°30′S 71°32′W / 69.500°S 71.533°W
威爾比山（英語：Mount Wilbye）是南極洲的山峰，位於亞歷山大一世島北部，屬於拉蘇斯山脈的一部分，海拔高度2,050米，該山峰以英國作曲家命名，現時受南極條約體系管理。